# Pietro Badoglio

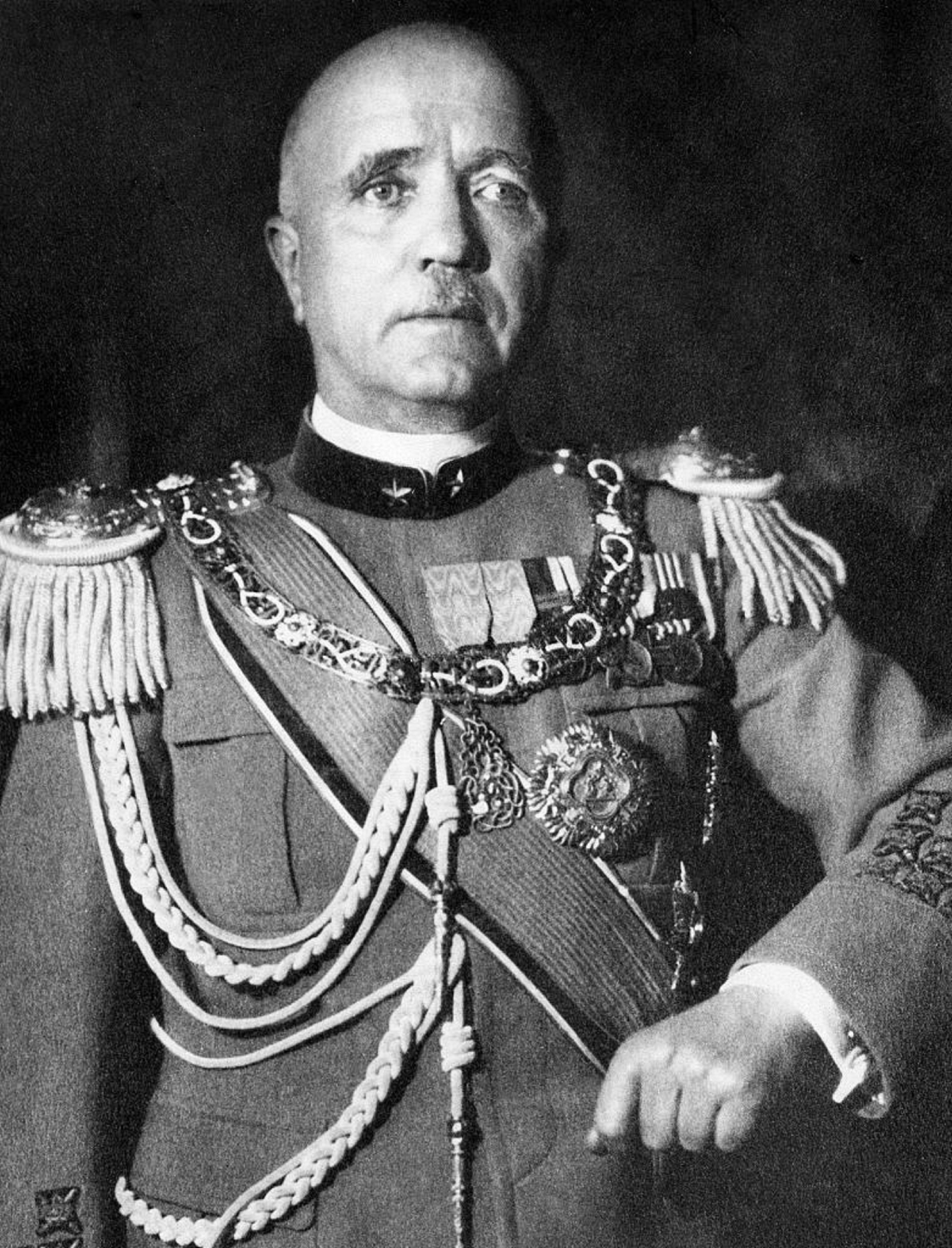
Pietro Badoglio in Uniform

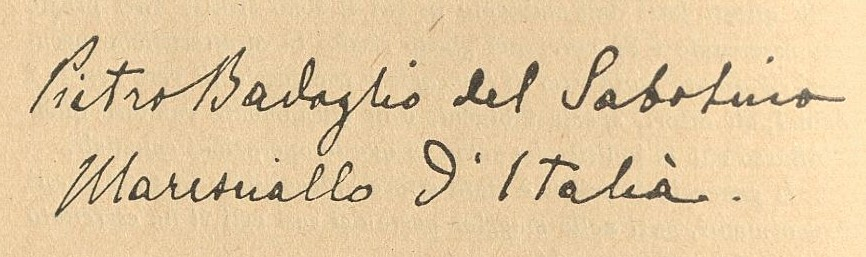
Signatur (1929)

Pietro Badoglio, Markgraf von Sabotino und Herzog von Addis Abeba (* 28. September 1871 in Grazzano Monferrato, Piemont; † 1. November 1956 ebenda), war ein italienischer Heeresoffizier (zuletzt Marschall) und Politiker. Er gehörte dem nationalkonservativ-monarchistischen Lager an und war von 1925 bis 1940 Generalstabschef des königlich-italienischen Heeres. Während der kolonialen Eroberungskriege des faschistischen Regimes in Afrika war Badoglio an führender Stelle für schwere Kriegsverbrechen verantwortlich, darunter den Genozid in Libyen und den Giftgaskrieg in Abessinien. Nach dem Sturz Mussolinis im Sommer 1943 wurde er der erste postfaschistische Ministerpräsident Italiens. Nach dem Zweiten Weltkrieg wurde sowohl vom Kaiserreich Abessinien als auch vom Königreich Libyen seine Auslieferung gefordert. Obwohl auch die United Nations War Crimes Commission ihn als einen der größten italienischen Kriegsverbrecher gelistet hatte, wurde er niemals für in Afrika stattgefundene Kriegsverbrechen belangt.

## Militärkarriere
Badoglio wurde nach seiner Ausbildung an der Militärakademie in Turin Artillerieoffizier und nahm u. a. an den Feldzügen Italiens in Ostafrika und  Libyen teil. Im Ersten Weltkrieg beförderte man ihn nach der Eroberung des Monte Sabotino 1916 zum Generalmajor; zudem wurde er vom König geadelt und erhielt den Titel eines Marchese del Sabotino. An der italienischen Niederlage in der Zwölften Isonzoschlacht 1917 trug er als kommandierender General des für den Abschnitt bei Tolmin zuständigen Korps (XXVII Corpo d'armata, XXVII. Armeekorps) eine Mitverantwortung. Nach dem Rückzug vom Isonzo zum Piave war er jedoch als neuer stellvertretender Generalstabschef federführend an der Reorganisation der Armee beteiligt. Er beriet den neuen Generalstabschef Armando Diaz in den Piaveschlachten und in der Schlacht von Vittorio Veneto. Badoglio führte Anfang November 1918 die Waffenstillstandsverhandlungen mit Österreich-Ungarn und schloss am 3. November mit dem Vertreter Österreich-Ungarns, General Viktor Weber Edler von Webenau, den Waffenstillstand von Villa Giusti.

## Erst Gegner, dann Gefolgsmann Mussolinis
Im Jahr 1919 zum Senator ernannt, wandte er sich zunächst gegen Benito Mussolini und dessen faschistische Bewegung, weswegen er nach Mussolinis Marsch auf Rom 1922 auf den Botschafterposten in Brasilien abgeschoben wurde. Nachdem er seine Meinung geändert hatte, durfte er 1924 wieder nach Italien zurückkehren, wo er das neue Amt des Generalstabschefs der Streitkräfte übernahm und 1926 zum Marschall von Italien befördert wurde. Von 1929 bis 1933 war er Generalgouverneur von Italienisch-Libyen. Nach einem Bericht des Rom-Korrespondenten der Times drohte Badoglio am 20. Juni 1929 den gegen Italien Krieg führenden Sanussiya mit größtmöglicher Gewalt, wenn sie ihre Waffen nicht abgäben: „Nicht ein einziger Aufständischer wird jemals wieder Frieden finden, weder er, noch seine Familie, noch seine Sippe, noch seine Erben. Ich werde alles zerstören, die Menschen und ihren Besitz gleichermaßen. Möge Gott Euch erleuchten, damit ihr die richtige Wahl trefft. […] Dies ist mein erstes und letztes Wort.“
1935 löste er im Abessinienkrieg den zögerlichen Emilio De Bono als Oberbefehlshaber der italienischen Invasionstruppen ab und unterwarf zusammen mit Rodolfo Graziani 1936 das bis dahin nicht kolonisierte Kaiserreich Abessinien. Dabei setzte er entgegen den Genfer Konventionen auch massiv und systematisch Giftgas ein. Für dieses Kriegsverbrechen wurde er weder von Italien noch von den Alliierten zur Rechenschaft gezogen. Italien gab den Einsatz von Giftgas erst 1996 offiziell zu; Wiedergutmachung wurde nicht geleistet.
Für den Sieg über Äthiopien wurde Badoglio auf Vorschlag Mussolinis durch König Viktor Emanuel III. zum erblichen Herzog von Addis Abeba erhoben. Das Amt des Vizekönigs von Äthiopien überließ er kurz danach Rodolfo Graziani.
1940 war Badoglio wie Graziani, Italo Balbo und Carlo Favagrossa ein entschiedener Gegner eines italienischen Kriegseintritts an der Seite Hitlerdeutschlands. Mussolini beteiligte sich jedoch am Krieg, freilich erst nachdem sich die Niederlage Frankreichs abgezeichnet hatte. Am 24. Juni 1940 unterzeichnete er mit Charles Huntziger den ausgehandelten französisch-italienischen Waffenstillstand in Rom. Badoglio trat am 26. November 1940 im Verlauf des desaströsen italienischen Feldzugs gegen Griechenland als Generalstabschef der Streitkräfte zurück. Sein Nachfolger wurde Ugo Cavallero.

## Seitenwechsel im Zweiten Weltkrieg
Nach der Sitzung des Großen Faschistischen Rates am 25. Juli 1943 wurde Benito Mussolini gestürzt und inhaftiert. König Viktor Emanuel III., kurz zuvor mit dem Oberbefehl über die Armee ausgestattet, setzte am 26. Juli 1943 Badoglio als Ministerpräsidenten eines Kabinetts ohne faschistische Parteimitglieder ein. Auf der ersten Kabinettssitzung am 28. Juli wurde die Auflösung der faschistischen Partei, die Entmachtung des Großen Rates und der politischen Gerichte sowie ein Verbot der Neugründung von Parteien für die Dauer des Krieges beschlossen. Die italienischen Rassengesetze ließ er unangetastet. Badoglio ging gegen Unruhen vor, die mit Forderungen einhergingen, den Krieg rasch zu beenden; dazu ließ er den Belagerungszustand verhängen und Aufrührer in Internierungslager bringen.
Die neue Regierung versicherte dem deutschen Bündnispartner, der Norditalien besetzt hielt, ihre Loyalität, führte jedoch ab 3. August 1943 Geheimverhandlungen mit den Alliierten, welche am 10. Juli 1943 mit der Eroberung Siziliens (Operation Husky) begonnen hatten. Badoglios Idee einer Neutralisierung des Landes, militärisch wie innenpolitisch, sollte sich schnell als unrealistisch erweisen: Die Alliierten wollten sich damit nicht zufriedengeben, und im Innern reorganisierten sich die alten politischen Parteien und Gewerkschaften überraschend schnell. Am 3. September 1943 wurde der Waffenstillstand von Cassibile unterzeichnet, die Verkündung ließ bis zum 8. September 1943 auf sich warten.

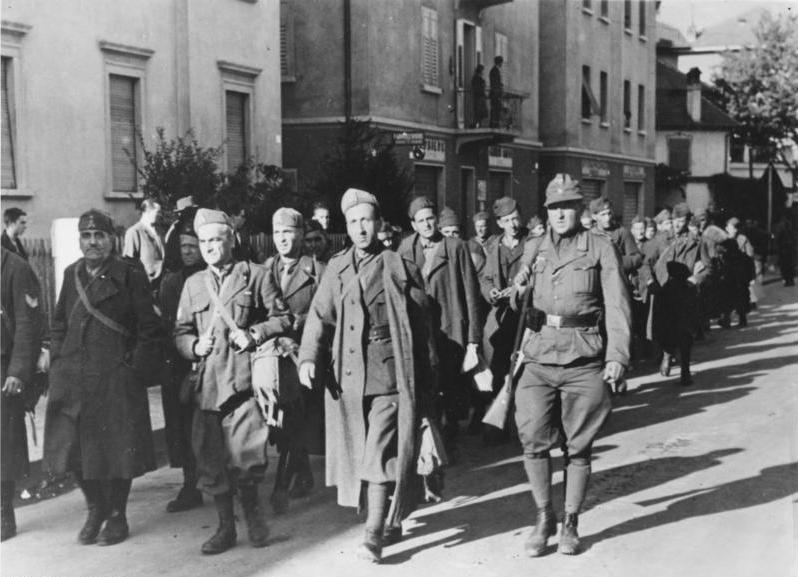
Entwaffnete italienische Soldaten in Bozen, Aufnahme einer Propagandakompanie, September 1943

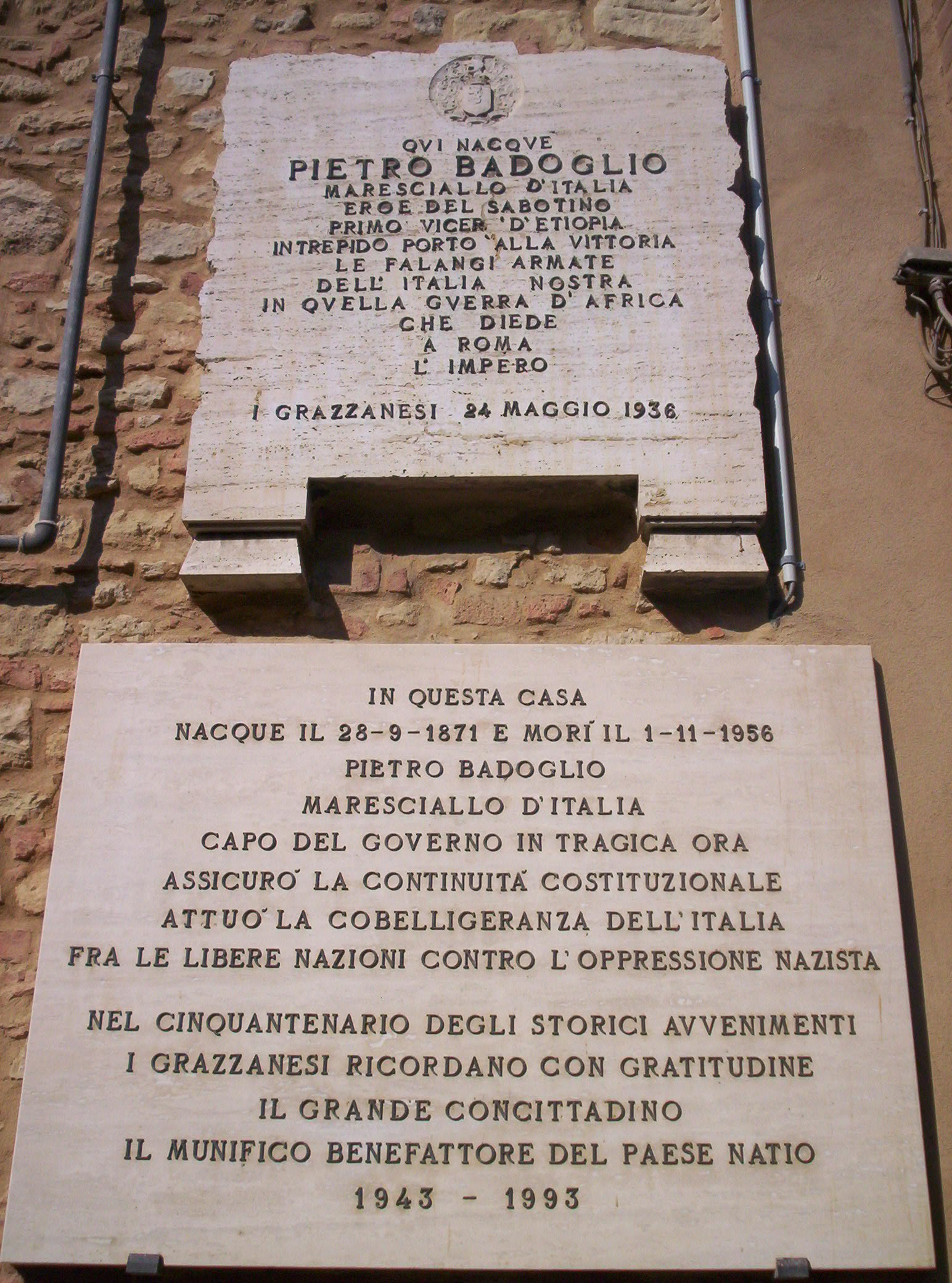
Gedenktafel am Geburtshaus Badoglios

Die deutsche Wehrmacht besetzte Nord- und Mittelitalien, schloss die Stadt Rom ein und nahm etwa 800.000 italienische Soldaten gefangen; besonders in der Ägäis und in Griechenland wurden tausende italienischer Soldaten von den Deutschen getötet (Fall Achse). Mussolini wurde am Gran Sasso von deutschen Fallschirmjägern befreit (Unternehmen Eiche) und am 23. September 1943 als Chef der Repubblica Sociale Italiana (auch Repubblica di Salò) eingesetzt. Der König floh mit Badoglio und nur zwei Ministern über Pescara in das unbesetzte Brindisi. Auf Druck der Alliierten erfolgte die Kriegserklärung Italiens an das Deutsche Reich zum 13. Oktober 1943.
Die deutsche Propaganda nannte Badoglio einen „Verräter“, seine Kriegserklärung gegen Deutschland „lächerlich“. Die Alliierten forderten von Badoglio, die von ihnen besetzten Landesteile zu verwalten und die Faschisten aus ihren Ämtern und Positionen zu entfernen. Badoglio handelte nur zögerlich; gleichzeitig musste er aus dem Exil zurückkehrende Antifaschisten wie den Kommunisten Palmiro Togliatti ins Kabinett aufnehmen.
Nach der Befreiung Roms durch alliierte Truppen am 4. Juni 1944 erzwangen die Antifaschisten am 8. Juni Badoglios Rücktritt. Sein Nachfolger Ivanoe Bonomi bildete ein Kabinett aus zurückgekehrten Emigranten und Antifaschisten und ließ die politischen Säuberungen energischer fortsetzen.
1945 wurde Badoglio wegen seiner Zusammenarbeit mit den Faschisten aus dem Senat ausgeschlossen, zwei Jahre später jedoch rehabilitiert. Er zog sich danach schrittweise in seinen Geburtsort im Piemont und ins Privatleben zurück.

## Werke (Auswahl)
- Der abessinische Krieg. Beck, München 1937 (Originaltitel: La guerra di Etiopia. Mondadori, Mailand 1936).
- La via che conduce agli alleati. Edizioni Erre, Venedig/Mailand 1944.
- Rivelazioni su Fiume. D. De Luigi, Rom 1946.
- Italien im Zweiten Weltkrieg. List, München 1947 (Originaltitel: L’Italia nella seconda guerra mondiale: memorie e documenti. Mondadori, Mailand 1946).